# پلنگ برفی
پلنگ برفی (نام علمی: Panthera uncia) یک گونه از گربه‌های بزرگ است که در کوه‌های مرتفع آسیای مرکزی و جنوب آسیا زندگی می‌کند. بر اساس فهرست سرخ گونه‌های در معرض خطر، این جانور، یک گونه آسیب‌پذیر است. تخمین زده می‌شود که تنها ۱۰/۰۰۰ پلنگ برفی بالغ در دنیا باقی مانده‌است و تعداد آن‌ها به‌دلایلی از جمله شکار و نابودی زیستگاه، رو به کاهش است.
این حیوان در گذشته در یک سردهٔ مخصوص به خود به نام uncia (اونسیا) طبقه‌بندی می‌شد اما براساس مطالعات فیلوژنتیکی جدید در سردهٔ پلنگ‌مانندها قرار گرفته‌است. بر اساس ویژگی‌های ریخت‌شناسی، دو زیرگونه از این حیوان توصیف شده اما بررسی‌های ژنتیکی، این موضوع را تأیید نمی‌کند و این جانور همچنان یک آرایه تک‌نمونه محسوب می‌شود.

## ویژگی‌ها
پلنگ‌های برفی از سایر پلنگ‌مانندها کوچک‌تر هستند. پوست آن‌ها سفید، زرد و مایل به خاکستری است و این جانوران دارای خال‌های تیره رنگ کوچک بر روی سر و گردن و خال‌های بزرگ‌تر روی پشت و طرفین بدن خود هستند. شکم این جانور سفید است و چشم‌ها، سبز کم‌رنگ یا خاکستری است. موهای بدن این جانور، ضخیم و انبوه است و در نقاط مختلف بدن، بین ۵ تا ۱۲ سانتی‌متر طول دارد. طول بدن پلنگ برفی، از سر تا دُم، ۷۵ تا ۱۵۰ سانتی‌متر و طول دُم آن، ۸۰ تا ۱۰۵ سانتی‌متر است. طول دندان‌های نیش این جانور، ۲۸ میلی‌متر و وزن این جانور ۲۵ تا ۵۵ کیلوگرم است.
ویژگی‌های پلنگ برفی متناسب با نواحی سرد و کوهستان‌های صخره‌ای و پرشیب است. برای مثال پای کوتاه جلو و پای بلند عقبی به حرکت در شیب‌های تند کمک می‌کند و پنجه‌های بزرگ برای حرکت در برف مناسب است. دم آن‌ها بسیار بلند است و این هم برای تعادل بهتر و هم برای آن است که در سرما آن را به دور بدن خود حلقه کنند. دماغ بزرگ و قفسه‌سینهٔ بزرگ برای تنفس هوای رقیق و سرد کوهستان مناسب است و موهای انبوه بلند با پوست ضخیم و پشمی گرمای بدن را نگه می‌دارد. گوش‌های این جانور برای دفع کمتر گرما، گرد و کوچک است.

## چرخهٔ زندگی و تولیدمثل
پلنگ‌های برفی در طبیعت، ۱۵ تا ۱۸ سال عمر می‌کنند و در اسارت تا ۲۵ سال عمر می‌کنند. آن‌ها در سن دو تا سه سالگی به بلوغ جنسی می‌رسند و دوره فحلی آن‌ها بین ۵ تا ۸ روز است و طی این دوره، به‌طور روزانه ۱۲ تا ۳۶ بار آمیزش جنسی دارند.
جفت‌گیری در اواخر زمستان انجام شده و دوره بارداری، ۹۰ تا ۱۰۰ روز است و جانور ماده، دو یا سه توله در اواخر بهار به دنیا می‌آورد. در مواردی نادر، به دنیا آمدن ۷ توله نیز گزارش شده‌است. توله‌ها ۳۲۰ تا ۵۶۷ گرم وزن داشته و چشم‌هایشان پس از هفت روز باز می‌شود. پلنگ ماده در میان صخره‌ها، محلی را به‌عنوان لانه انتخاب می‌کند و تا ۱۰ هفته به توله‌ها شیر می‌دهد. توله‌ها پس از ۲ تا ۴ ماه، قادر به ترک لانه می‌شوند.

## رژیم غذایی

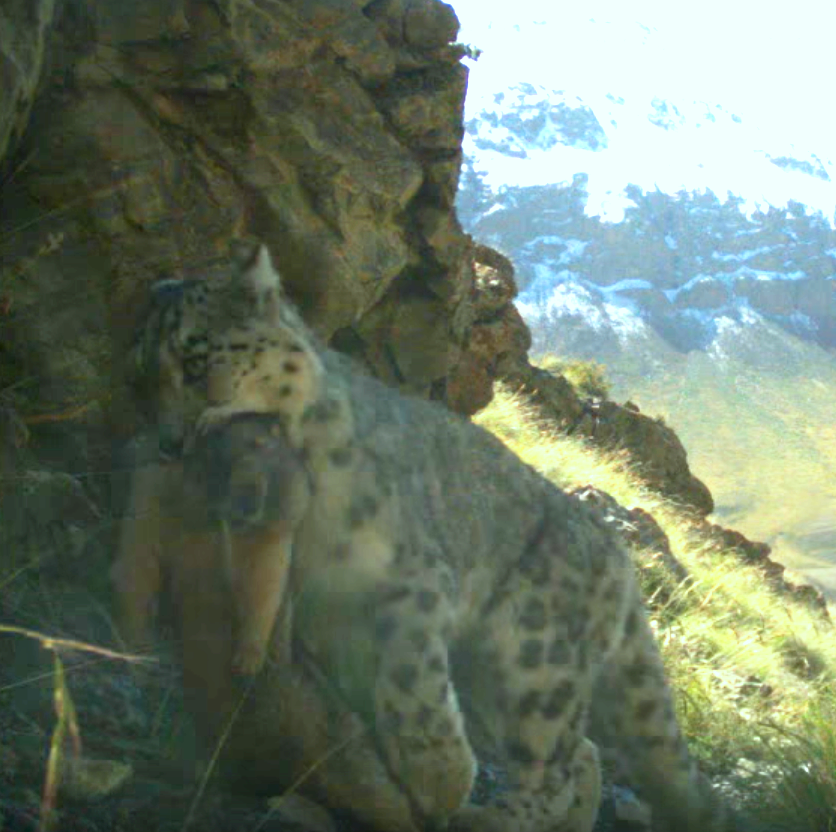
پلنگ برفی در حال شکار

پلنگ برفی حیوانی گوشت‌خوار و شکارچی فرصت‌طلبی است و تقریباً از هر منبع گوشتی که به‌دست‌آورد از جمله لاشه و حیوانات اهلی تغذیه می‌کند. حیوانات شکار شده توسط پلنگ برفی، معمولاً وزنی معادل ۳۶ تا ۷۶ کیلوگرم دارند. عمده شکارهای این حیوان، کل و بز، بز کوهی هیمالیایی، غرم، گوسفند آبی هیمالیا، بز مارخور است اما به سراغ شکارهای کوچک‌تر نظیر خرگوش صحرایی، خرگوش بی‌دم، ول‌ها و سایر جوندگان و پرندگانی چون کبک هم می‌رود. تغذیهٔ پلنگ برفی در مناطق مختلف و با توجه به فصل و میزان فراوانی طعمه‌ها متفاوت است. در بررسی مدفوع پلنگ‌های برفی در شمال پاکستان، بقایای میمون رزوس، موش خانگی، سیوت نخلی نقاب‌دار، موش صحرایی کشمیر، هامستر خاکستری و موش هیمالیایی، شناسایی شد.
احتمالاً به‌جز یاک نر بالغ، تمام حیوانات دیگری که در محل زیست پلنگ برفی حضور دارند می‌توانند طعمه آن باشند. پلنگ برفی همچنین به میزان قابل توجهی از گیاهان علفی و سرشاخه‌ها تغذیه می‌کند. تاکنون موردی از حملهٔ پلنگ برفی به انسان‌ها گزارش نشده و این جانور در مواجهه با انسان‌ها به سرعت محل را ترک می‌کند.

## زیست‌گاه
پلنگ برفی در مناطقی با اقلیم آلپی و از شرق افغانستان، هیمالیا، فلات تبت تا جنوب سیبری و مغولستان و همچنین چین شرقی پراکندگی دارد. این جانوران، معمولاً در ارتفاع ۳٬۰۰۰ تا ۴٬۵۰۰ متری زندگی می‌کنند اما گاهی در هیمالیا به ارتفاع بالای ۵٬۵۰۰ متر هم می‌روند و در بخش‌های شمالی زیستگاه خود، در ارتفاع ۶۰۰ تا ۱٬۵۰۰ متری هم مشاهده شده‌اند.

## نگارخانه

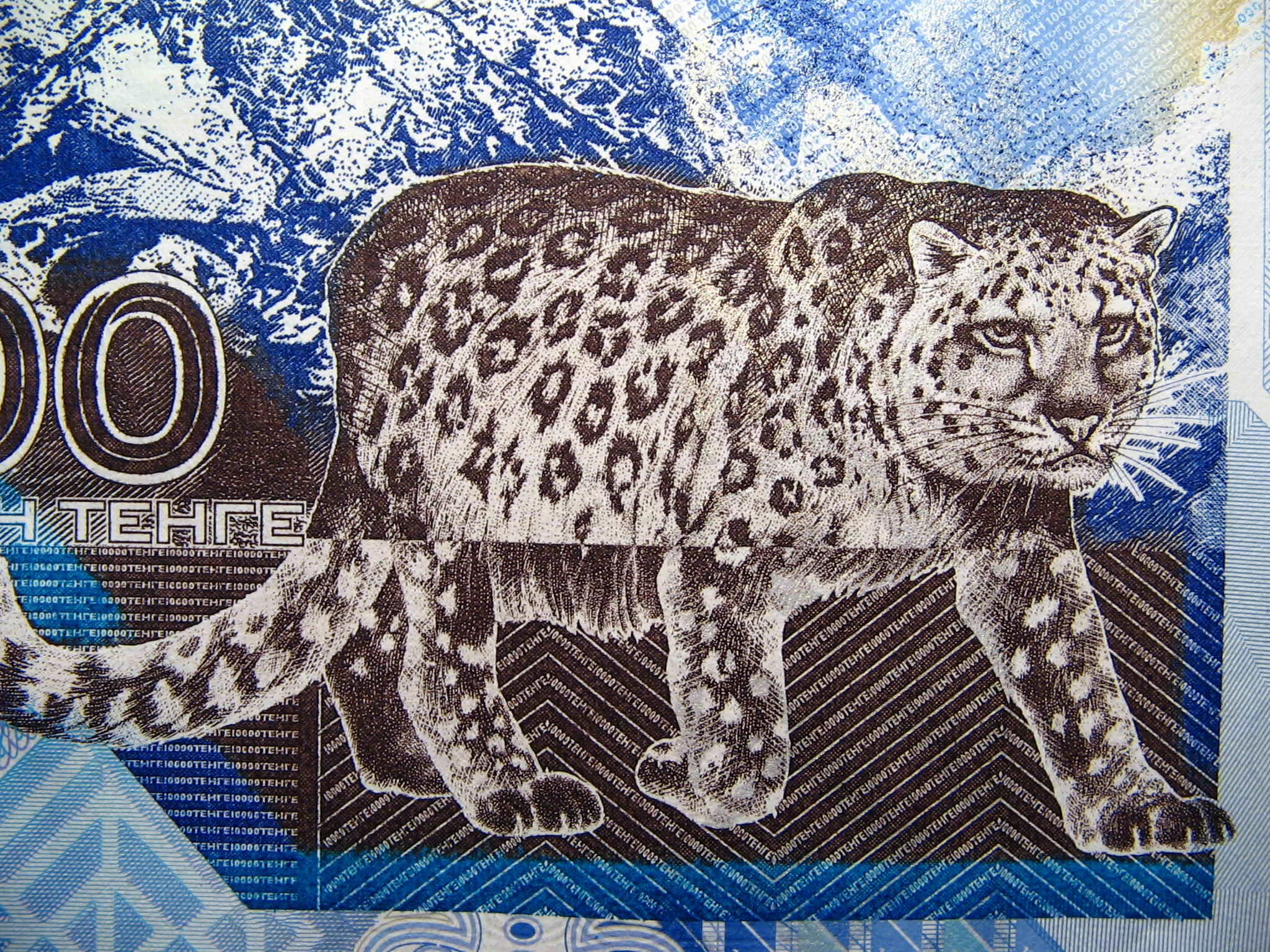
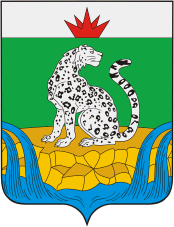